# Jesús Maeso de la Torre
Jesús Maeso de la Torre (Úbeda, 1949) es un escritor, conferenciante y articulista español, conocido fundamentalmente por sus novelas históricas. 

## Biografía
Estudió bachiller en los escolapios de Sevilla y Magisterio en la Escuela SAFA de Úbeda, ciudad de la que es  Hijo predilecto. Posteriormente se licenció y doctoró en Filosofía e Historia en la Universidad de Cádiz, y ejerce como profesor del Aula de Mayores de la misma Universidad. Ha simultaneado la docencia con la investigación, la literatura y la divulgación histórica. Es académico de número de la Real Academia Hispanoamericana de Ciencias, Artes y Letras y correspondiente de la Academia Norteamericana de la Lengua Española con sede en Nueva York. Es igualmente ateneísta de mérito del Ateneo Literario, Científico y Artístico de Cádiz y miembro de la Sociedad Andaluza de Estudios Históricos y Jurídicos. Profesor invitado en diversas universidades y foros de cultura del país, ha impartido más de un centenar de conferencias sobre literatura, historia y talleres literarios.
Es precisamente en esta ciudad donde reside y trabaja como escritor e investigador, y de la que es Hijo Adoptivo. Colabora como articulista en diversos periódicos como El País, La Voz de Cádiz, "ABC", el Diario de Cádiz, y revistas: Clío, Andalucía en la Historia, La Aventura de la Historia, Historia y Vida y colaboraciones en revistas literarias. También ha escrito como ensayista varias títulos sobre la protohistoria de España, las Cortes de Cádiz, Trafalgar y Cervantes, y ha prologado diversas publicaciones de poesía y narrativa. 
Algunas de sus obras han sido traducidas a diversos idiomas y ha recibido varios premios de reconocido prestigio.

## Premios
- Finalista del Premio Ateneo de Sevilla 1999 con la novela: Al-Gazal.
- Premio Ateneo Gaditano del siglo XXI- Año  2003- por su trayectoria literaria
- Premio Caja Granada de Novela Histórica 2010 por La Cúpula del Mundo[1][2]
- Premio de la crítica de Novela Histórica "Ciudad de Cartagena 2011, por  La Cúpula del Mundo.
- Premio a las Letras 2012, XIII edición del galardón otorgado por El Público de Canal Sur,  por la novela: En una tierra libre.
- Racimo de Oro 2015 de la localidad gaditana de Trebujena, por su carrera y sus libros Tartessos y La Sibila de Colobona
- Premio Nacional <Ivanhoe> 2018 de Novela Histórica en Certamen Internacional Ciudad de Úbeda.
- Premio Nacional <Espartaco> 2019 de novela concedido por la Semana Negra de Gijón.
- XI Galardón del colectivo "Almósita" del Ayuntamiento de Dúrcal (Granada) a los <Valores de Andalucía".Año 2020.

## Obras

### Novelas
- Al-Gazal, el viajero de los dos Orientes (2000)
- La piedra del destino (2001)
- El Papa Luna (2002)
- Tartessos (2003)
- El auriga de Hispania (2004)
- La profecía del Corán (2006)
- El sello del algebrista (2007)
- El lazo púrpura de Jerusalén (2008)
- La cúpula del mundo (2010)
- En una tierra libre (2011)
- La caja china (2015)
- La dama de la Ciudad Prohibida (2016)
- Las lágrimas de Julio César (2017)
- Comanche (2018)
- Los hijos del sol (2019), escrita bajo el seudónimo "Morgan Scott"
- Oleum, el aceite de los dioses (2020)
- Teodora, la crisálida de Bizancio (2021)
- La rosa de California (2022)
- El jardín de las vestales (2024)

### Otras obras
- Pisadas de sueños (1976), poemas.
- Relatos de Don Carnal (2002), relato "El salón dorado".
- Trafalgar: Palabras y visiones (2005), relato "La suerte del diablo".
- Historias republicanas (2006), relato "La comisión".
- Tartessos, el eterno dorado (2008), ensayo.
- El Diputado de Cíbola y otros relatos de 1812 (2008), relato "El talismán".
- La perla de Manila (2012), novela corta.
- Historias de «La Pepa», al derecho y al revés (2012), ensayo.
- La sibila de Colobona (2012), novela corta.
- Caspe 1412. Relatos del compromiso  (2012), relato "El perfume del diablo".
- En el camino del inca. Con Güito en el recuerdo (2013), relato "La duquesa y el cantor".
- Historias de un reloj de arena (2015), relatos.
- Vida y ficciones del abate Marchena (2018), relato "El escribano del rey José".
- La esclava de Manila (2020), relato.